# Liste der Monuments historiques in Culey
Die Liste der Monuments historiques in Culey führt die Monuments historiques in der französischen Gemeinde Culey auf.

## Liste der Immobilien
| Bezeichnung      | Beschreibung            | Standort                     | Kennzeichnung | Schutzstatus | Datum | Bild           |
| ---------------- | ----------------------- | ---------------------------- | ------------- | ------------ | ----- | -------------- |
| Wegekreuz        |                         | nordöstlich des Ortes (Lage) | PA00106558    | Inscrit      | 1932  |                |
| Kirche St-Mansuy | aus dem 16. Jahrhundert | Rue Principale (Lage)        | PA00106559    | Classé       | 1912  | weitere Bilder |

## Liste der Objekte
| Bezeichnung                      | Beschreibung                           | Standort                       | Kennzeichnung | Schutzstatus | Datum | Bild |
| -------------------------------- | -------------------------------------- | ------------------------------ | ------------- | ------------ | ----- | ---- |
| Skulptur Johannes der Evangelist | Stein, farbig gefasst, 18. Jahrhundert | in der Kirche St-Mansuy (Lage) | PM55002771    | Inscrit      | 1984  |      |
| Kirchenbänke                     | Eichenholz, 18. Jahrhundert            | in der Kirche St-Mansuy (Lage) | PM55002704    | Inscrit      | 2010  |      |
| Kruzifix                         | Holz, 17. Jahrhundert                  | in der Kirche St-Mansuy (Lage) | PM55002772    | Inscrit      | 1984  |      |
| Skulptur Heiliger Nikolaus       | Stein, farbig gefasst, 18. Jahrhundert | in der Kirche St-Mansuy (Lage) | PM55002770    | Inscrit      | 1984  |      |
| Skulptur Madonna mit Kind        | Stein, farbig gefasst, 18. Jahrhundert | in der Kirche St-Mansuy (Lage) | PM55000344    | Classé       | 1980  |      |